# Agallia harrarensis
Agallia harrarensis är en insektsart som beskrevs av Melichar 1911. Agallia harrarensis ingår i släktet Agallia och familjen dvärgstritar. Inga underarter finns listade i Catalogue of Life.